# Desmazierella
Desmazierella es un género de hongos de la familia Sarcoscyphaceae. El género fue descrito en 1829 por el micólogo belga Marie-Anne Libert con la especie tipo D. acicola.